# 埼玉改援隊
埼玉改援隊（さいたまかいえんたい、SAITAMA KAIENTAI）は、さいたま市長清水勇人が代表を務めた日本の政治団体・地域政党である。
埼玉県内に基盤を置く首長新党の一つであった。なお選管に提出した党の正式名称は「埼玉から地域が主役の改革を推進・支援する会」となっており、埼玉改援隊の名前は正式には略称にあたる。

## 概要
2010年12月21日にさいたま市長清水勇人ら4人の埼玉県内の首長が設立した埼玉県内を活動範囲とする地域政党である。設立に参加した他の3名の首長は深谷市長の小島進、ふじみ野市長の高畑博、和光市長の松本武洋で、後に神川町長の清水雅之が参加した。2011年1月8日、清水勇人市長は代表に就任し他の4名の首長は副代表に就任した。
設立理由は、国と地方との関係や埼玉県独自の問題を解決するために、国に依存するだけでない自立し決断力のある自治体となるべく改革を進めるため、大阪維新の会や減税日本のような他の首長新党とは違って所属議員は現在いない。選挙戦では埼玉改援隊と参加している首長の政策に賛同した候補者を政党の区別なく推薦する手法をとっている。そのため推薦した候補者には無所属候補のほかに民主党やみんなの党から公認、推薦された候補者が多数含まれている。
名称は幕末の貿易結社の「海援隊」に由来する。海援隊のように埼玉改援隊も地域主権改革を進め、新しい時代の先導役を担おうという思いから名づけられた。
2012年12月7日に、清水代表が会の解散を表明した。

## 沿革
- 2011年
  - 1月6日 - 埼玉県選挙管理委員会に設立届けを行う。
  - 4月10日 - 第17回統一地方選挙前半戦。さいたま市議会議員選挙で推薦した21名中12名が当選。
  - 4月24日 - 第17回統一地方選挙後半戦。深谷、ふじみ野、和光の4市でおこなわれた市議選で、推薦した17名のうち現新14名が当選した。また所沢市の市議選でも推薦した候補者1名も当選をしている。
  - 12月4日 - 朝霞市の市議選で、推薦した候補者1名が当選をした。
- 2012年
  - 12月15日 - 解散[6]。

前半戦のさいたま市議会議員選挙では推薦した議員うち12名が当選するにとどまった。なお当選議員の多くは民主党公認の候補が多く占めている。選挙結果を総括した清水勇人市長は「大変残念だ。（改援隊の主張を）有権者に理解していただくまでに至らなかった」と述べている。さいたま市議会議員選挙の結果は清水市政に批判的な自由民主党が19議席、公明党が11議席、日本共産党が7議席を獲得し野党が議席の過半数を占めた。そのため清水市長は厳しい議会運営を強いられると予想されている。
後半戦では推薦した議員の大半が当選したため一定の勢力を確保した。深谷市議会議員選挙では推薦した8名中5名が当選、ふじみ野市議会議員選挙では推薦した候補5名全員が当選、和光市議会議員選挙でも推薦した4名全員が当選を果たしている。所沢市でも1名が当選した。しかし選挙戦の結果を受けた副代表の各市長は一様に反省のコメントを寄せている。高畑博ふじみ野市長は「推薦が5人にとどまり残念」と述べ、松本武洋和光市長も「趣旨を十分に伝える前に選挙戦を迎えた」と述べるなど浸透力不足を懸念する声が目立った。
そのほか、選挙戦中に清水勇人代表が推薦候補の応援演説を行った際、公職選挙法で禁じられている方法でのぼり旗の掲出を行っていたと報じられている。しかしさいたま市選挙管理委員会は、現場を直接は確認していないため警察への通報や指導はしていない。
選挙戦以降の目立った活動が見られなかったことから、改援隊の活動は、事実上ストップしているのではないかという指摘がなされた。これについて、代表のさいたま市の清水勇人市長は、2012年6月21日に行われた定例記者会見の中で、記者の「（改援隊は）活動をしていないのでは」との質問に、「現状としてはそういうことです」と述べ、党の活動が事実上形骸化していることを認めた。形骸化している理由について清水市長は、「（副代表を務める他の首長と）同じ方向で活動ができることが前提条件だが、そういうテーマがなかった」という発言した。その後2012年12月7日、清水代表は「埼玉改援隊」を解散することを発表。解散の理由として国の地域主権改革が進展したことを挙げたが、突然の幕引きに対し批判の声も多く上がった。

## 政策
埼玉改援隊の政策は大きく分けて、党全体の政策を8つにまとめた「共通八策」と、これに基づいて各自治体に向けて発表している「地区マニフェスト」の2つの柱から成り立っている。
「共通八策」には、地域主権改革、徹底した無駄の排除を進めて財政の健全化を目指す行政改革、政策本位と適正化を推進する議会改革、市民参加型のまちづくりを目指した施策が盛り込まれている。

## 所属する首長・議員
- 首長 - さいたま市、深谷市、ふじみ野市、和光市、神川町
- 所属議員はいない。ただし、選挙戦で埼玉改援隊が推薦した地方議員が計28名いる。内訳は、さいたま市に12名、深谷市に5名、ふじみ野市に5名、和光市に4名、所沢市に1名、朝霞市に1名となる。

## 他の政党、政治団体との関係

### 他の地域政党
埼玉改援隊の活動方針の一つに「他の地区の地域政党、政治グループとも連携しながら、地域が主役の改革を推進する。」とある。

### 民主党
民主党は埼玉改援隊に対し好意的である。さいたま市の清水市政には賛同的な立場であり、さいたま市議会でも、民主党さいたま市議団は与党としての立場である。2011年さいたま市議会議員選挙では、民主党公認候補18人のうち11人が埼玉改援隊の推薦を受けた。多数の議員が推薦を受けていることに対し、一部メディアでは逆風に晒された民主党候補が党名を隠して埼玉改援隊の名前を前面に出し選挙戦を戦っているという報道がなされている。なお深谷市、ふじみ野市、和光市では民主党候補の推薦は無かった。

### みんなの党
みんなの党は、埼玉改援隊に対し好意的である。代表の渡辺喜美は2011年2月25日に埼玉県庁でおこなわれた会見の中で「改援隊はきょうだい関係」と発言している。理由は「地域主権などアジェンダが相当一致する」からで2011年統一地方選挙前から共闘する意思を明確に表明していた。埼玉改援隊側もさいたま市議会議員選挙と所沢市議会議員選挙ではみんなの党の候補の一部を推薦している。ただし、前述の「きょうだい発言」に対し埼玉改援隊の副代表の松本武洋は、埼玉改援隊は国政政党とは一線を画した団体で、改援隊の推薦に所属政党は関係ないというコメントを発している。

### 自民党
自由民主党は埼玉改援隊に対し批判的な立場である。特に清水勇人さいたま市長に批判的で、清水勇人市長が2009年5月に初当選を果たして以後、さいたま市議会に市長側が提出した多選自粛条例案、08年度の病院事業会計決算、敬老祝い金削減案などの議案を相次いで否決に追い込んだ。
埼玉改援隊の設立を巡ってさらに対立が激化。さいたま市の2月定例市議会では、1日目から自民党の市議団を中心に埼玉改援隊の設立趣旨やマニフェストに対し、批判的な趣旨から緊急質問を行っている。自民党側は特に埼玉改援隊が目指す議会改革に対して批判を強めている。2011年さいたま市議会議員選挙で自民党などの市長の野党会派が議席の過半数を占めたことで、一層の清水勇人市長は困難な議会運営を行っていかざるを得なくなった。

### 公明党
公明党も自民党と歩幅を合わせる形で、埼玉改援隊に批判的な立場である。

### 日本共産党
日本共産党は埼玉改援隊に対して批判的である。同党ふじみ野市議団（9名）は、埼玉改援隊の唱える議員報酬や政務調査費の削減に一定の理解を示しつつも、「埼玉改援隊に所属する首長が市議選で特定の候補者だけを推薦することは、地方自治の二元代表制の原則に反した強権政治である」と強く批判している。埼玉改援隊が目指す行政改革の方針についても「新自由主義による構造改革にすぎない」としている。同党さいたま市見沼区委員会も、「改援隊は議会を形骸化する市長のイエスマンにすぎない」と批判をしている。